# ¡Proletarios de todos los países, uníos!

El Escudo de la Unión Soviética, con el lema en diferentes idiomas en las cintas.

El lema político «¡Proletarios del mundo, uníos!» es una frase proveniente de la socialista Flora Tristán, posteriormente popularizada como uno de los gritos de movilización de El Manifiesto Comunista (1848) de Karl Marx y Friedrich Engels (en alemán: Proletarier aller Länder vereinigt Euch!, literalmente «Proletarios de todos los países, ¡uníos!»). Existen diversas variantes del lema como la versión más extensa "Trabajadores del mundo, ¡uníos! No tenéis nada que perder más que vuestras cadenas" o la variante "Proletarios de todos los lugares, ¡uníos!", inscrita en la lápida de Marx.
La esencia de la consigna es que los miembros de las clases trabajadoras de todo el mundo, deban cooperar para derrocar al capitalismo y lograr la victoria en la lucha de clases, hundiendo a la burguesía, y así, estableciendo la dictadura del proletariado, llevando consigo la emancipación del hombre (es decir, la ruptura de las cadenas del obrero).

## Resumen Histórico
Cinco años antes de la publicación de El Manifiesto Comunista, esta frase apareció en el libro de 1843 La Unión Obrera, de Flora Tristán.
La Asociación Internacional de Trabajadores, descrita por Engels como "el primer movimiento internacional de la clase obrera", fue persuadida por Engels para que cambiara su lema de "todos los hombres son hermanos" de la Liga de los Justos a "¡trabajadores de todos los países, uníos!". Reflejaba la visión de Marx y Engels sobre el internacionalismo proletario.
La frase tiene varios significados: en primer lugar, que los trabajadores deben unirse en sindicatos para impulsar mejor sus reivindicaciones, como el salario y las condiciones de trabajo; en segundo lugar, que los trabajadores deben ver más allá de sus distintos sindicatos artesanales y unirse contra el sistema capitalista; y en tercer lugar, que los trabajadores de distintos países tienen más en común entre sí que los trabajadores y los empresarios del mismo país.
La frase fue utilizada por los Trabajadores Industriales del Mundo (IWW) en sus publicaciones y canciones y fue un pilar en las pancartas de las manifestaciones del Primero de Mayo. La IWW la utilizó para oponerse a la Primera Guerra Mundial tanto en Estados Unidos como en Australia.
El eslogan fue el lema estatal de la Unión Soviética (Пролетарии всех стран, соединяйтесь!; Proletarii vsekh stran, soyedinyaytes') y apareció en el emblema estatal de la Unión Soviética. También apareció en los billetes de banco de la URSS de 1919 (en alemán, árabe, chino, francés, inglés, italiano y ruso), en las monedas de rublo soviéticas de 1921 a 1934 y fue el lema del periódico soviético Pravda. Así como lema de varios países de la órbita soviética, tales como la República Popular de Hungría, República Democrática Alemana, República Soviética Eslovaca, República Socialista Checoslovaca, República Socialista de Rumania, entre otros.
Fue y es usado por innumerables sindicatos como lema sin restricción de su ideología, pero especialmente por los de corte internacionalista. Este lema también lo era de la Unión de Repúblicas Socialistas Soviéticas, el mayor proyecto socialista del mundo, (en ruso: Пролетарии всех стран, соединяйтесь!, Proletarii vsekh stran, soyedinyaytes'!) y se usó en su escudo.

## Variaciones
En la primera traducción sueca del Manifiesto Comunista, publicada en 1848, el traductor Pehr Götrek sustituyó el eslogan por Folkets röst, Guds röst! (es decir, Vox populi, vox Dei, o "La voz del pueblo, la voz de Dios"). Sin embargo, las traducciones posteriores han incluido el lema original.
El lema del II Congreso de la Comintern en 1920, bajo la dirección de Lenin, fue "¡Proletarios y pueblos oprimidos de todos los países, uníos!". Esto denotaba el programa anticolonialista de la Comintern, y se consideraba un intento de unir a los pueblos africanos y afrodescendientes subyugados racialmente y al proletariado mundial en la lucha antiimperialista.